# آندری چوخلی
آندری چوخلی (بلاروسی: Андрэй Чухлей؛ زادهٔ ۲ اکتبر ۱۹۸۷) بازیکن فوتبال اهل بلاروس است.
از باشگاه‌هایی که در آن بازی کرده‌است می‌توان به باشگاه فوتبال مینسک، باشگاه فوتبال نمان گرودنو، باشگاه فوتبال اورال یکاترینبورگ، باشگاه فوتبال آرارات ایروان، باشگاه فوتبال تیومن، باشگاه فوتبال کاونو ژالگیریس، باشگاه فوتبال داریدا رایون مینسک، باشگاه فوتبال ویتبسک، و باشگاه فوتبال دینامو مینسک اشاره کرد.
وی همچنین در تیم‌های ملی فوتبال زیر ۲۱ سال بلاروس و بلاروس بازی کرده‌است.